# Can Vila de Cartellà
Can Vila és un monument del municipi de Sant Gregori (Gironès) protegit com a bé cultural d'interès local.

## Descripció

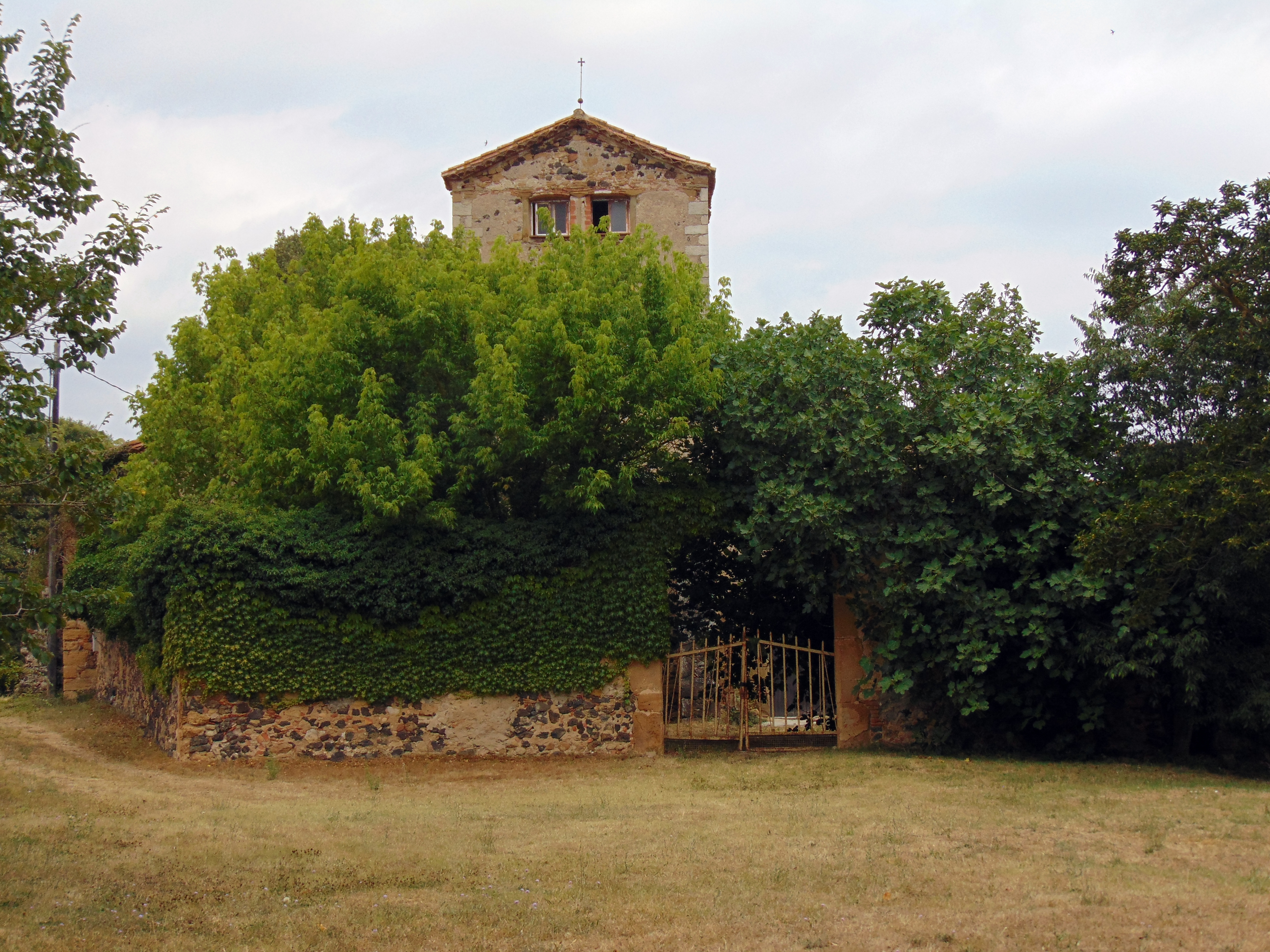
Estat actual molt tapat de vegetació

Antiga masia de planta rectangular, desenvolupada en planta baixa i planta pis, coberta de teula àrab a dues vessants. Sobre la coberta i a la part central de la façana s'aixeca una torre de planta quadrada i coberta de teula a dues vessants. Les parets portants són de maçoneria revestida amb un arrebossat a les façanes que deixa a la vista els carreus de les obertures i les cantonades. La façana principal presenta dues portes d'accés, una situada sota la torre i feta amb brancals i impostes de pedra que ajuden a la llinda de fusta a salvar la llum del forat. Sobre la porta hi ha una finestra gòtica de transició amb un cap humà cisellat a l'arrencament dels guardapols, la del segon pis és gòtica. L'altra porta és feta amb grans dovelles i sobre ella hi ha una finestra amb carreus bisellats.
Al costat de la finca hi ha un paller, una construcció rural de planta rectangular amb una ampliació lateral. La part original presenta coberta de teula a dues vessants suportada per una jàssera de fusta central que descansa sobre dos pilars centrals, un d'ells situat a la façana. La coberta és feta amb bigam de doble tirada, llates i teules. Les parets són de maçoneria, amb carreus als extrems i les cantonades.

## Història
A la llinda de la finestra del segon pis hi figuren inscripcions i motius religiosos cisellats, a les finestres gòtiques també.